# Sandy Creek (Nueva York)
Sandy Creek es un pueblo ubicado en el condado de Oswego en el estado estadounidense de Nueva York. En el año 2000 tenía una población de 3,863 habitantes y una densidad poblacional de 35 personas por km².

## Geografía
Sandy Creek se encuentra ubicado en las coordenadas 43°38′49″N 76°5′11″O / 43.64694, -76.08639.Según la Oficina del Censo de los Estados Unidos, el pueblo tiene una superficie total de 46.5 millas cuadradas (120.5 km²), de las cuales 42.3 millas cuadradas (109.5 km²) son tierra y 4.3 millas cuadradas (11.1 km²) (9.17%) son agua. El límite occidental de Sandy Creek es el lago Ontario y el límite norte es el condado de Jefferson.

## Demografía
Según la Oficina del Censo en 2000 los ingresos medios por hogar en la localidad eran de $33,438 y los ingresos medios por familia eran $41,089. Los hombres tenían unos ingresos medios de $36,205 frente a los $22,031 para las mujeres. La renta per cápita para la localidad era de $17,228. Alrededor del 16.7% de la población estaban por debajo del umbral de pobreza.